# ウィリアム・ウィルキンス (陸軍長官)

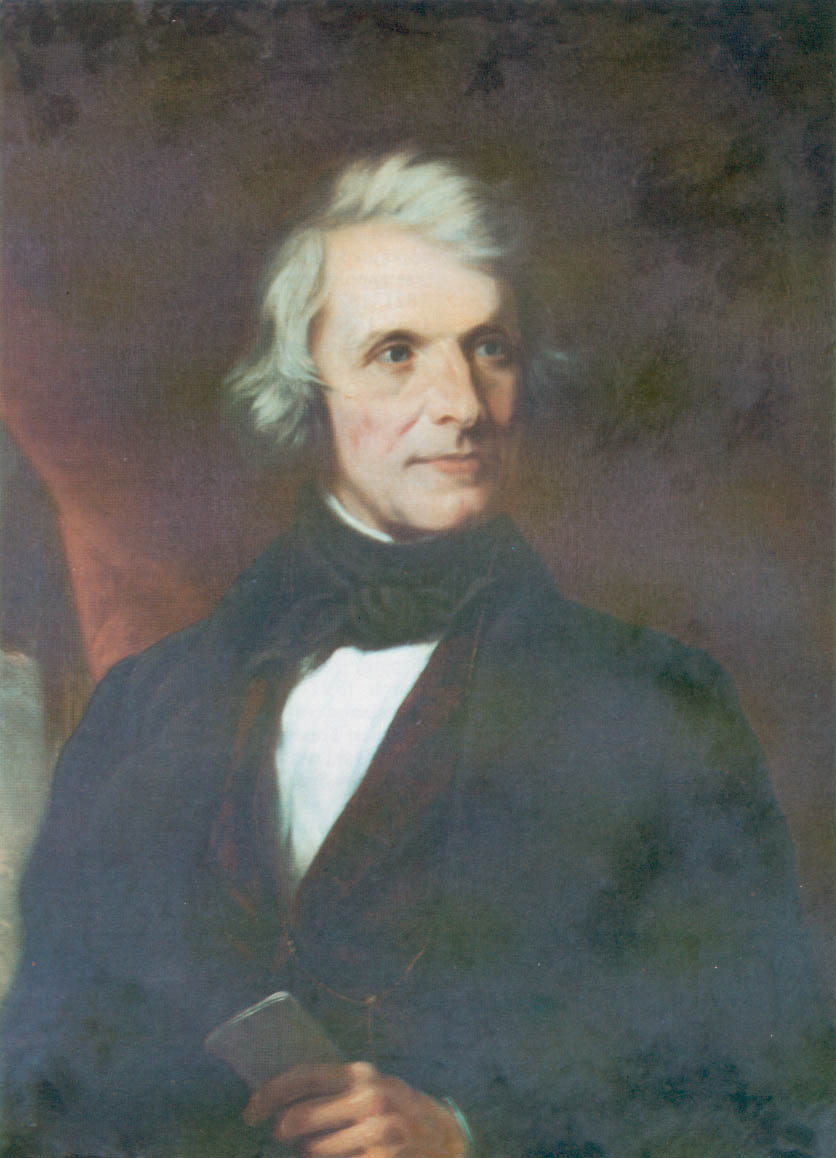
ウィリアム・ウィルキンス

ウィリアム・ウィルキンス（William Wilkins, 1779年12月20日 - 1865年6月23日）は、アメリカ合衆国の弁護士、裁判官、政治家。

## 生い立ちと初期の経歴
1779年12月20日、ウィルキンスはペンシルベニア州カーライルにおいて誕生した。ウィルキンスは1783年に家族とともにピッツバーグへ移住した。ウィルキンスはピッツバーグ・アカデミー（ピッツバーグ大学の前身の1つ）で学び、1802年にディッキンソン大学を卒業した。ウィルキンスはカーライルにおいてデイヴィッド・ワッツとともに法律を学び、ピッツバーグに戻った1801年にアレゲーニー郡から弁護士として認可を受けた。ウィルキンスはピッツバーグで弁護士業を開業した。1806年、ウィルキンスは2度の決闘を行ったことにより譴責処分を受けた。ウィルキンスは法律の世界から商業の世界に転向した。

## ペンシルベニア州での活動
1810年、ウィルキンスはピッツバーグ・マニュファクチュアリング社の設立を支援した。1814年、ウィルキンスは勅許を受けてピッツバーグ銀行の初代頭取に就任した。ウィルキンスはまたモノンガヒーラ・ブリッジ社とグリーンズバーグ・アンド・ピッツバーグ・ターンパイク社の社長も務めた。ウィルキンスは1816年から1819年までピッツバーグ市議会議員を務め、議長も務めた。1819年、ウィルキンスはペンシルベニア州下院議員に選出された。1820年12月、ウィルキンスはペンシルベニア州第5裁判区の裁判長に指名され、州下院議員を辞任した。1824年、ウィルキンスはペンシルベニア州西地区の連邦地方裁判所判事に指名された。ウィルキンスは1824年まで連邦地方判事を務めた。

## 連邦議会と連邦政府での活動
1826年、ウィルキンスは連邦下院議員に立候補したが、落選した。1828年、ウィルキンスは連邦下院議員に民主党から立候補し当選したが、議員要件を満たしていなかったため着任前に辞任した。1831年、ウィルキンスは民主共和党連邦上院議員に選出された。ウィルキンスは1832年の改選で再選したが、1834年に駐ロシア公使に指名され、連邦上院議員を辞任した。ウィルキンスは連邦下院において、1833年3月までは司法委員会に、1833年3月以降は外交委員会に所属した。
ウィルキンスは1834年から1835年まで駐ロシア公使を務めた。1840年、ウィルキンスは連邦下院議員に立候補したが、落選した。1842年、ウィルキンスは民主党連邦下院議員に当選した、ウィルキンスは1844年2月に陸軍長官に指名され、連邦下院議員を辞任した。ウィルキンスは連邦下院において司法委員会の委員長を務めた。
1844年2月、ウィルキンスはジョン・タイラー大統領から陸軍長官に任命された。ウィルキンスはタイラー大統領の任期満了となる1845年3月まで陸軍長官を務めた。ウィルキンスはタイラー大統領の領土拡張政策に賛同し、テキサス併合を支持した。

## 晩年
ウィルキンスは陸軍長官退任後しばらく公的生活を退いた。ウィルキンスはその後1855年から1857年までペンシルベニア州上院議員を務めた。ウィルキンスは1862年にペンシルベニア州軍で少将に任命された。ウィルキンスはピッツバーグで隠居生活を送り、1865年6月23日に死去した。ウィルキンスの遺体は、ウィルキンスバーグのホームウッド墓地に埋葬された。

## 家族
ウィリアム・ウィルキンスは、ジョン・ウィルキンス (John Wilkins, 1733-1809) と キャサリン・ローワン (Catherine Rowan, 1740-1784) の第10子として誕生した。父親のジョン・ウィルキンスは1776年のペンシルベニア邦憲法制定会議に参加し、アメリカ独立戦争では大尉を務めた。
ウィルキンスは1815年にキャサリン・ホームズ (Catherine Holmes, 1795頃-1816) と結婚したが、翌1816年に死別した。ウィルキンスは1818年に財務長官アレクサンダー・ダラスの長女マチルダ・ダラス (Matilda Dallas, 1795頃-没年不詳) と再婚した。